# Creatures of the Night
Creatures of the Night е десети студиен албум на американската рок група Kiss. Издаден е на 13 октомври 1982 г. от Casablanca Records.

## Обща информация
Албумът представлява съзнателно усилие на Kiss да се върне към хардрок стила, който им помага в миналото да постигнат успехи с „Destroyer“ (1976) и „Love Gun“ (1977). Техните поп-ориентирани албуми „Dynasty“ (1979) и „Unmasked“ (1980) започват да намаляват популярността на групата, достигайки до дъното с „Music from The Elder“ (1981). През 1982 г. Kiss знае, че трябва да изпълни предишното си обещание от 1980 – 1981 г. за тежък запис, който те не успяват да направят.
Първата основна промяна е китаристът Вини Винсънт, който скоро заменя Ейс Фрели като нов китарист на групата, след като е представен на групата от Адам Мичъл. Фрели свири само в песента „Creatures of the Night“, въпреки че лицето му (по договорни и търговски причини) все още е включено в обложката на албума. Фрели навива бандата да направи тежък рок албум, а по времето на „Creatures of the Night“ той е напълно разочарован от групата и това, съчетано с лекарствената му зависимост, започнала след преживяната катастрофа, е причината да напусне групата по време на записите. На турнето, Винсънт е представен с египетския си анкх грим, измислен от Пол Стенли. През 1985 г. Kiss пуска албума в своя не-грим версия, с обложка с участието на Симънс, Стенли, Кар и тогавашния китарист Брус Кулик (въпреки че Кулик не свири в албума). Вини Винсънт отдавна е вън от бандата (два пъти е уволнен) до 1985 г.
През 1982 г. популярността на Kiss в САЩ се понижава, поради променящите се музикални вкусове и тяхното почти изоставане от хардрока. „Dynasty“ от 1979 г., докато е успешен от търговска гледна точка, отчуждава много фенове с диско-ориентираната песен „I Was Made For Lovin' You“. „Unmasked“ попада още повече в поп музиката и е първият албум на Kiss, който не постига статут на платинен от „Dressed to Kill“ (1975).
Когато записването започва през юли 1982 г., Kiss всъщност е трио. Фрели все още се появява с групата, но почти завършва музикалното си участие с Kiss. Той изглежда напълно неуверен. В случаите, когато бандата синхронизира устните със записаните песни, очевидно е, че той не знае текста. Едва след пускането на албума и приключването на краткотрайно турне в Европа, Фрели официално напуска.
„Creatures of the Night“ е първият албум на Kiss, в който всички вокали са изпълнени от Симънс или Стенли. Всички предишни студийни издания на групата съдържат поне една песен с вокали от друг член на групата. Албумът е посветен на Нийл Богърт – основател на Casablanca Records и сред първите фенове на Kiss, който умира от рак по време на записите.

## Състав
- Пол Стенли – вокали, ритъм китара
- Ейс Фрели – соло китара (кредитиран, но не участва)
- Джийн Симънс – вокали, бас, ритъм китара в „Killer“ и „War Machine“
- Ерик Кар – барабани, беквокали, бас в „I Still Love You“
- Вини Винсънт – соло киатара в „Saint and Sinner“, „Keep Me Comin'“, „Danger“, „I Love It Loud“, „Killer“ и „War Machine“

### Допълнителен персонал
- Робен Форд – соло китара в „Rock and Roll Hell“ и „I Still Love You“
- Стив Фарис – соло китара в „Creatures of the Night“
- Джими Хаслип – бас в „Danger“
- Майк Поркаро – бас в „Creatures of the Night“
- Адам Мичъл – ритъм китара в „Creatures of the Night“

## Песни
| 1.    | Creatures of the Night | 4:02 |
| 2.    | Saint and Sinner       | 4:50 |
| 3.    | Keep Me Comin'         | 3:55 |
| 4.    | Rock and Roll Hell     | 4:11 |
| 5.    | Danger                 | 3:54 |
| 6.    | I Love It Loud         | 4:15 |
| 7.    | I Still Love You       | 6:06 |
| 8.    | Killer                 | 3:19 |
| 9.    | War Machine            | 4:14 |
| 38:47 |                        |      |

## Позиции в класациите
Албум
| Класация (1982)      | Най-добра позиция |
| -------------------- | ----------------- |
| Австралия            | 33                |
| Нидерландия          | 34                |
| Германия             | 42                |
| Италия               | 25                |
| Япония               | 39                |
| Норвегия             | 31                |
| Швеция               | 22                |
| Великобритания       | 22                |
| Billboard Pop Albums | 45                |